# Fiangonana Loterana Malagasy
Fiangonana Loterana Malagasy (FLM; deutsch: Madagassische Lutherische Kirche) ist eine lutherische Kirche.
1866 begann die Norwegische Missionsgesellschaft der Norwegischen Kirche mit der Missionierung im Süden Madagaskars. Ab 1888 missionierte ebenso im Südwesten des Landes die Amerikanische Missionsgesellschaft. 1950 wurde die lutherische Kirche Madagaskars unabhängig. Sie hat derzeit rund 3 Millionen Mitglieder. Bischof der FLM war von 2016 bis zu seinem Tod im Juli 2020 Rev. David Rakotonirina. Am 5. November 2020 wurde Rev. Denis Rakotozafy zu seinem Nachfolger gewählt.

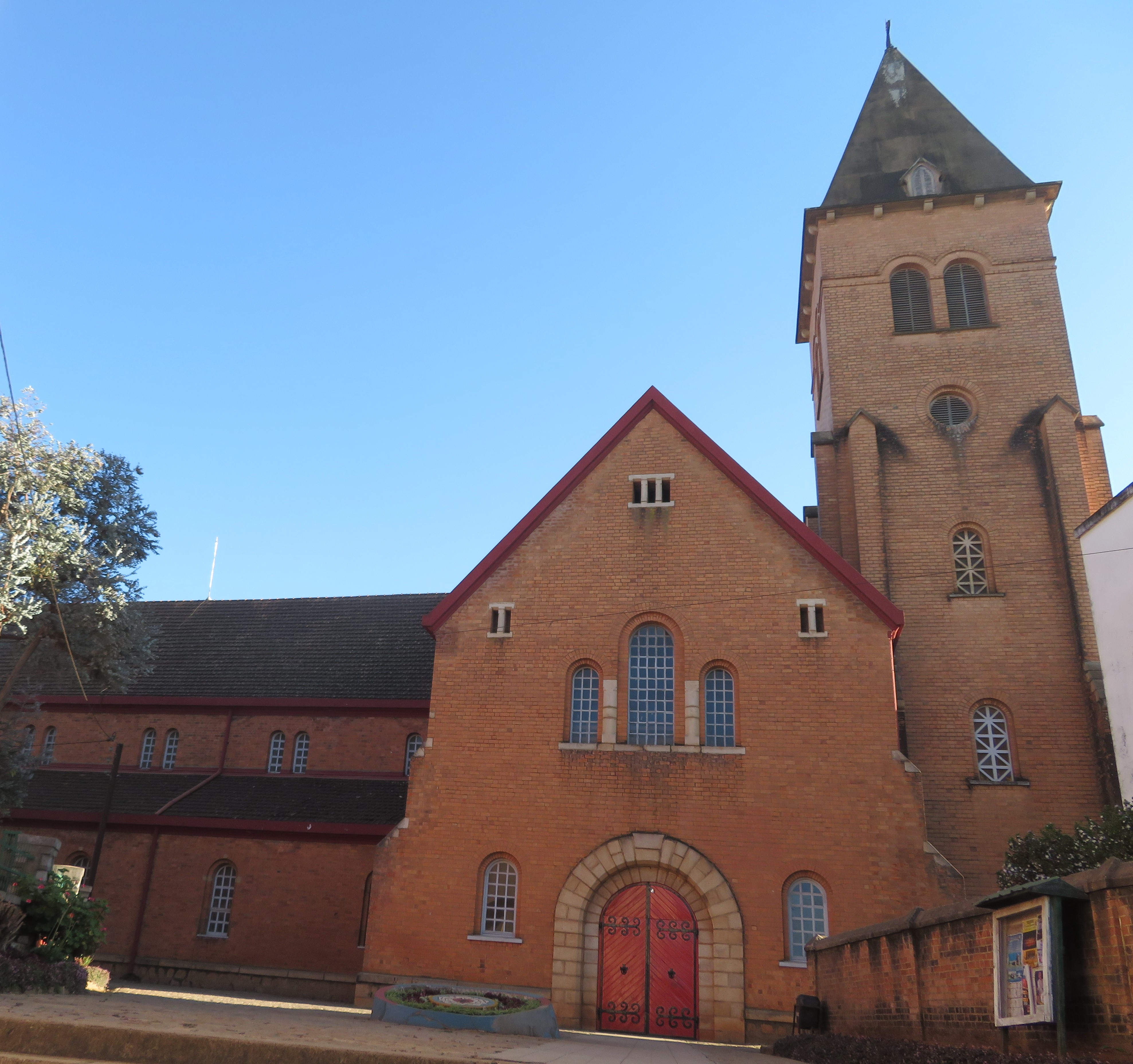
Lutherische Kirche in Antsirabe

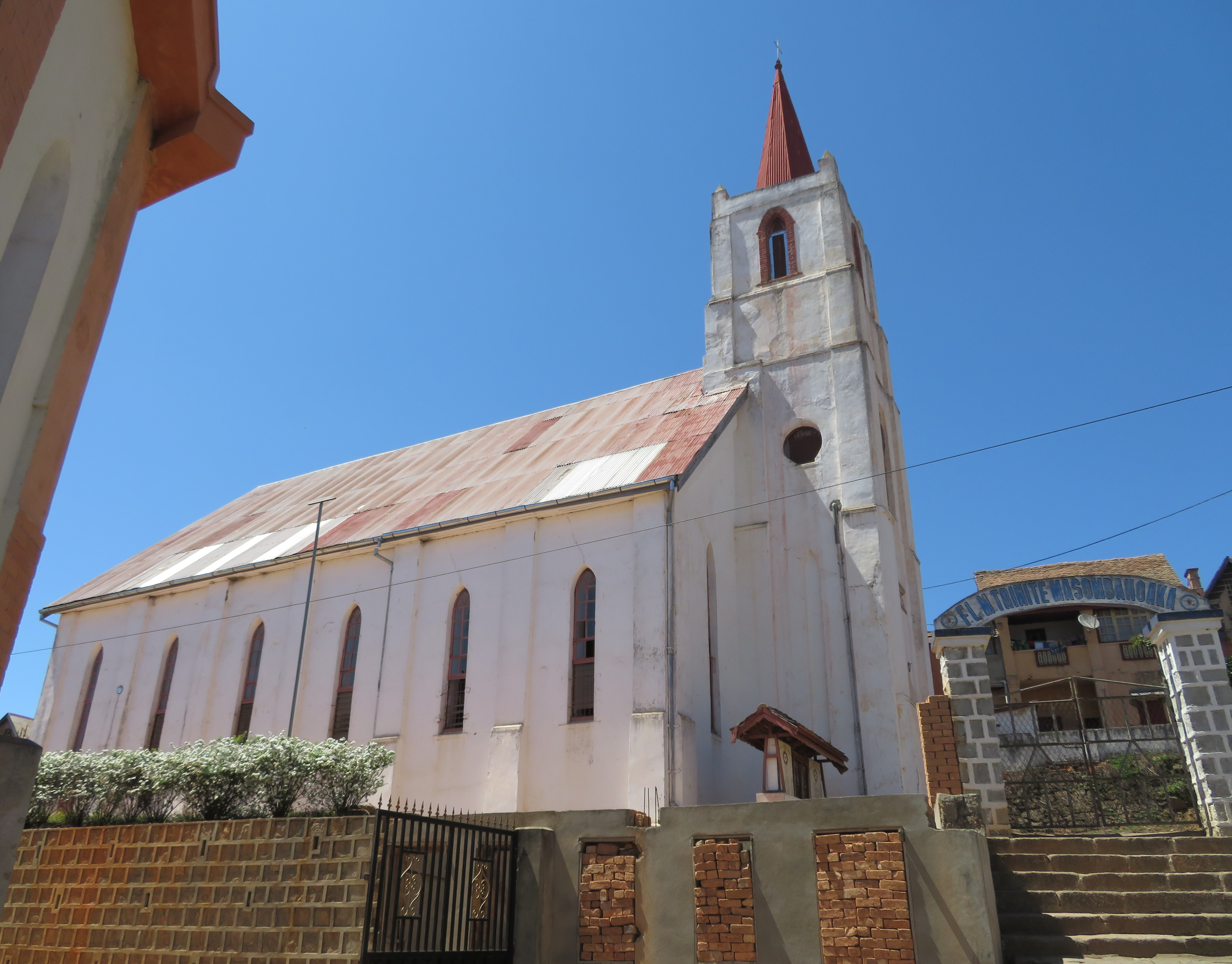
Lutherische Kirche, erb. 1885, in Fianarantsoa

Die lutherische Kirche Madagaskars ist Mitglied im Lutherischen Weltbund, im Internationalen Lutherischen Rat, in der All Africa Conference of Churches und im Ökumenischen Rat der Kirchen.